# 경희고등학교
경희고등학교(慶熙高等學校)는 대한민국 서울특별시 동대문구 회기동에 위치한 자율형 사립 고등학교이다.

## 학교 연혁
- 1959년 12월 12일 : 학교법인 고황재단 이사회에서 병설 중·고등학교 설립을 가결
- 1960년 2월 9일 : 문교부 장관으로부터 설립인가, 중학교 18학급(남 9, 여 9), 고등학교 18학급(남 9, 여 9)
- 1960년 3월 11일 : 중·고등학교 신축 교사 총 3,123평 착공
- 1960년 4월 15일 : 개교 및 본재단 이사장 조영식 박사 초대 교장으로 취임, 고등학교 제1학년 남 2, 여 1 합 3학급 69명 입학, 초대 김승한 교감 취임
- 1963년 1월 24일 : 제1회 졸업식(54명 졸업)
- 1963년 3월 1일 : 남·여 중·고등학교 분리
- 1964년 11월 5일 : 제3차 신축 공사 4층 강당을 포함한 755평 낙성, 교사 총 3,123평 완공
- 1969년 3월 1일 : 학교 기구 개편으로 중학교와 고등학교를 분리
- 2005년 9월 2일 : 건승관(축구부) 개관
- 2007년 11월 9일 : 학교 공원화 사업 준공
- 2008년 1월 4일 : 청운재(공부방) 개관
- 2008년 6월 27일 : 잔디운동장 준공
- 2009년 7월 18일 : 자율형 사립고등학교 지정
- 2014년 4월 7일 : 본관동 구조보강공사 준공
- 2018년 9월 1일 : 제12대 이정규 교장 취임
- 2023년 2월 7일 : 제61회 졸업식(210명) 개교 이후 총 19,861명 졸업

## 참고 자료
- 경희고등학교 - 한국교육학술정보원 학교알리미